# Ann Dowd
Ann Dowd (Holyoke (Massachusetts), 30 januari 1956) is een Amerikaans actrice.

## Biografie
Dowd besloot om actrice te worden toen zij de high school volgde aan de College of the Holy Cross in Worcester (Massachusetts). Zij haalde in 1978 haar diploma en ging toen studeren aan de theaterschool van DePaul University in Chicago.
Dowd begon in 1985 met acteren in de film First Steps. Hierna heeft zij nog meer dan 100 rollen gespeeld in films en televisieseries zoals Green Card (1990), Philadelphia (1993), Nothing Sacred (1997-1998), Third Watch (2002-2003), Law & Order (1991-2003), Garden State (2004), Marley & Me (2008) en The Informant! (2009). 
Dowd is ook actief in het theater, zo maakte zij in 1993 haar debuut op Broadway in het toneelstuk Candida als Proserpine Garnett. Hierna heeft zij nog twee keer opgetreden op Broadway, in 1996 met het toneelstuk Taking Sides als Tamara Sachs en in 2008 met het toneelstuk The Seagull als Polina.

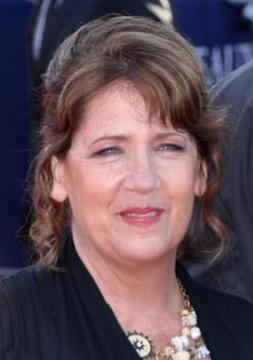
Ann Dowd (2012)

## Filmografie

### Films
Selectie:
- 2023: The Exorcist: Believer - als Ann
- 2020: Rebecca - als mrs. Van Hopper
- 2018: Hereditary - als Joan
- 2018: American Animals
- 2018: Tyrel - als Silvia
- 2018: Nancy - als Betty
- 2018: A Kid Like Jake - als Catherine
- 2016: Collateral Beauty - als Sally Price
- 2016: Captain Fantastic - Abigail
- 2015: Our Brand Is Crisis - als Nelle
- 2014: St. Vincent - als Shirley, werkneemster van Sunnyside
- 2014: The Drop - als Dotty
- 2013: Side Effects - als moeder van Martin
- 2012: Bachelorette - als Victoria
- 2011: The Art of Getting By – als mrs. Grimes
- 2009: The Informant! – als FBI-agente Kate Medford

2009: Taking Chance. Moeder van overleden soldaat
- 2008: Marley & Me – als dr. Platt
- 2006: Flags of Our Fathers – als mrs. Strank
- 2004: The Forgotten – als Eileen
- 2004: The Manchurian Candidate – als congreslid Becket
- 2004: Garden State – als Olivia
- 1999: Shiloh 2: Shiloh Season – als Louise Preston
- 1998: Apt Pupil – als Monica Bowden
- 1994: It Could Happen to You – als Carol
- 1993: Philadelphia – als Jill Beckett
- 1992: Lorenzo's Oil – als kinderarts
- 1990: Green Card – als Peggy

### Televisieseries
Uitgezonderd eenmalige gastrollen.
- 2017 - 2025 The Handmaid's Tale - als tante Lydia - 42 afl.
- 2021 Search Party - als Paula Jo - 2 afl.
- 2019 Lambs of God - als zuster Margarita - 4 afl.
- 2018 3Below: Tales of Arcadia - als Zeron Omega - 6 afl.
- 2014 - 2017 The Leftovers - als Patti Levin - 21 afl.
- 2016 - 2017 Good Behavior - als FBI-agente Rhonda Lashever - 10 afl.
- 2016 Quarry - als Naomi - 4 afl.
- 2013 - 2014 Masters of Sex - als Estabrooks Masters - 7 afl.
- 2014 The Divide - als Ida Bankowski - 2 afl.
- 2002 – 2003 Third Watch – als sergeant Beth Markham – 3 afl.
- 2001 – 2002 The Education of Max Bickford – als Jean – 3 afl.
- 1999 – 2000 Judging Amy – als mevr. Schleewee – 2 afl.
- 2000 Freaks and Geeks – als Cookie Kelly – 2 afl.
- 1997 – 1998 Nothing Sacred – als zuster Maureen Brody – 20 afl.
- 1994 Heaven & Hell: North & South, Book III – als Maureen – 3 afl.

### Computerspellen
- 2001 Emergency Room 3 – als verpleegster Carolyn McGuigan
- 2000 Code Blue – als verpleegster McGuigan

- Bibliothèque nationale de France: cb166722711 (data)
- International Standard Name Identifier: 0000 0004 0264 9479
- Library of Congress Control Number: no2005006930
- Nationale Bibliotheek van Tsjechië: pna20241247322
- Système universitaire de documentation: 167308874
- Virtual International Authority File: 298285949
- WorldCat: E39PBJpJ9mrKk7JwqFMjQFDcyd